# Grassi Museum für Angewandte Kunst
Das Grassi Museum für Angewandte Kunst in Leipzig (bis 2005 Museum für Kunsthandwerk) ist eine städtische Einrichtung und eines von den drei Museen im Grassi-Komplex (zusammen mit dem Museum für Völkerkunde und dem Musikinstrumentenmuseum). Es ist nach dem Museum Minutoli und dem Kunstgewerbemuseum Berlin das älteste Kunstgewerbemuseum Deutschlands; seine Sammlungen gehören zu den bedeutendsten Europas.

## Sammlungen

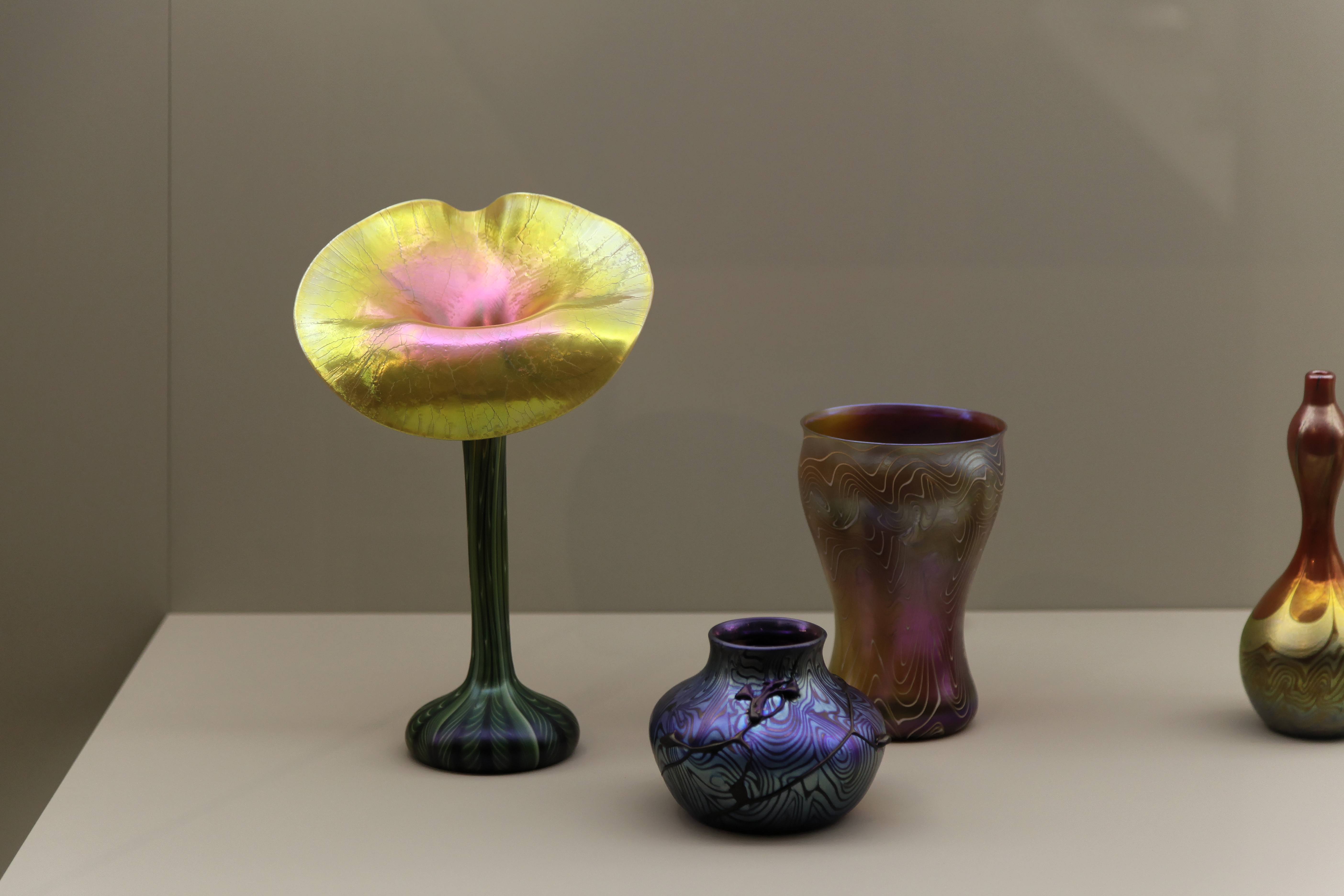
Jugendstilvasen im Museum für Angewandte Kunst

Das Museum sammelt Gegenstände des europäischen und außereuropäischen Kunsthandwerks – von der Antike bis zur Gegenwart. Ein Schwerpunkt ist das Kunstgewerbe der 1920er und 1930er Jahre. Insgesamt verfügt das Museum über 230.000 Objekte.
Darüber hinaus besteht eine Bibliothek mit etwa 60.000 bibliographischen Einheiten (Wissenschaftliche Spezialbibliothek zu den Schwerpunkten angewandte Kunst, Kunsthandwerk und Handwerk in Gegenwart und Geschichte, Baukunst, Design, Textilkunst und Mode sowie Kunst- und Kulturgeschichte) mit angeschlossenen Spezialsammlungen (historischer und künstlerischer Buchbestand, Einbandsammlung, illustrierte Bücher), mehr als 50.000 Blättern der grafischen Sammlung und etwa 75.000 Fotografien.

## Geschichte

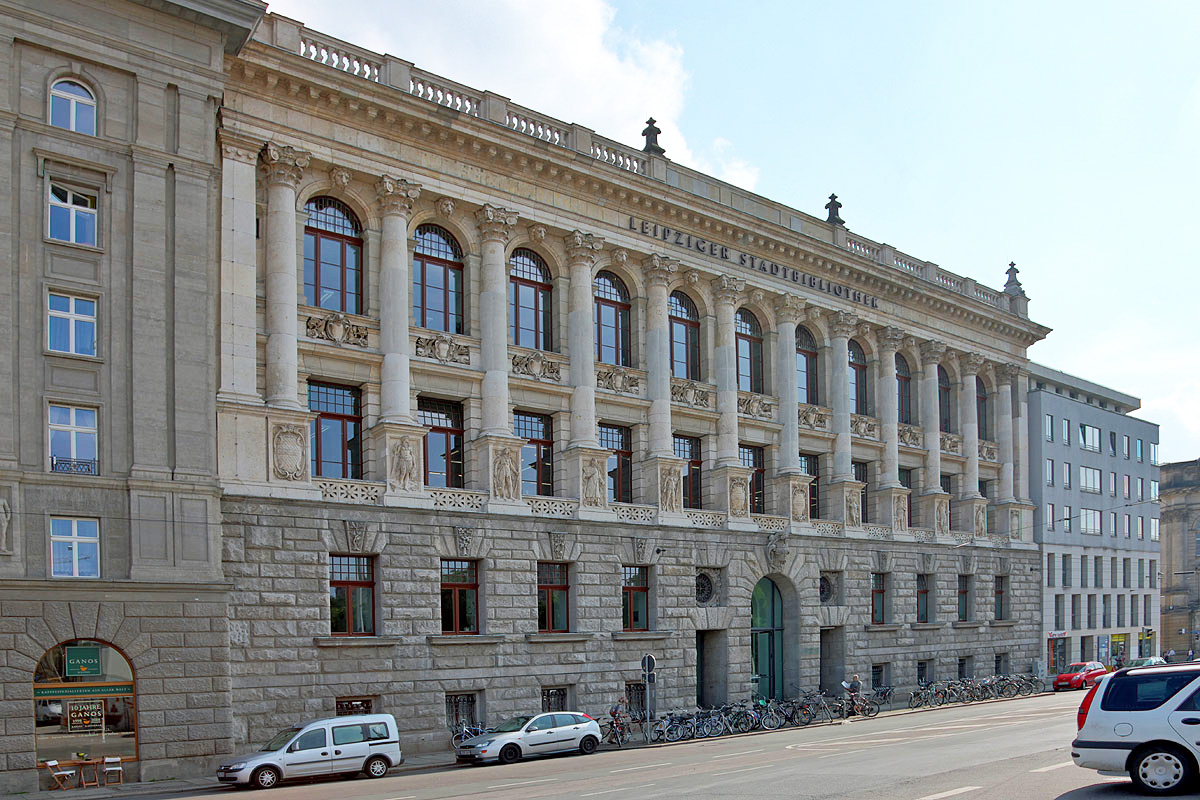
Altes Grassimuseum

Das Museum wurde im Jahr 1874 durch einen Verein Leipziger Bürger, der „Gesellschaft der Freunde des Kunstgewerbemuseums zu Leipzig“ u. a. durch Fritz von Harck, als Kunstgewerbemuseum im Alten Amtshaus eröffnet. Im Jahr 1895 zog die stark angewachsene Sammlung in das vom Kaufmann Franz Dominic Grassi gestiftete Alte Grassimuseum am Königsplatz (heute Wilhelm-Leuschner-Platz, das heutige Gebäude der Stadtbibliothek). Seit dem Jahr 1904 ist die Stadt Leipzig Träger des Museums.

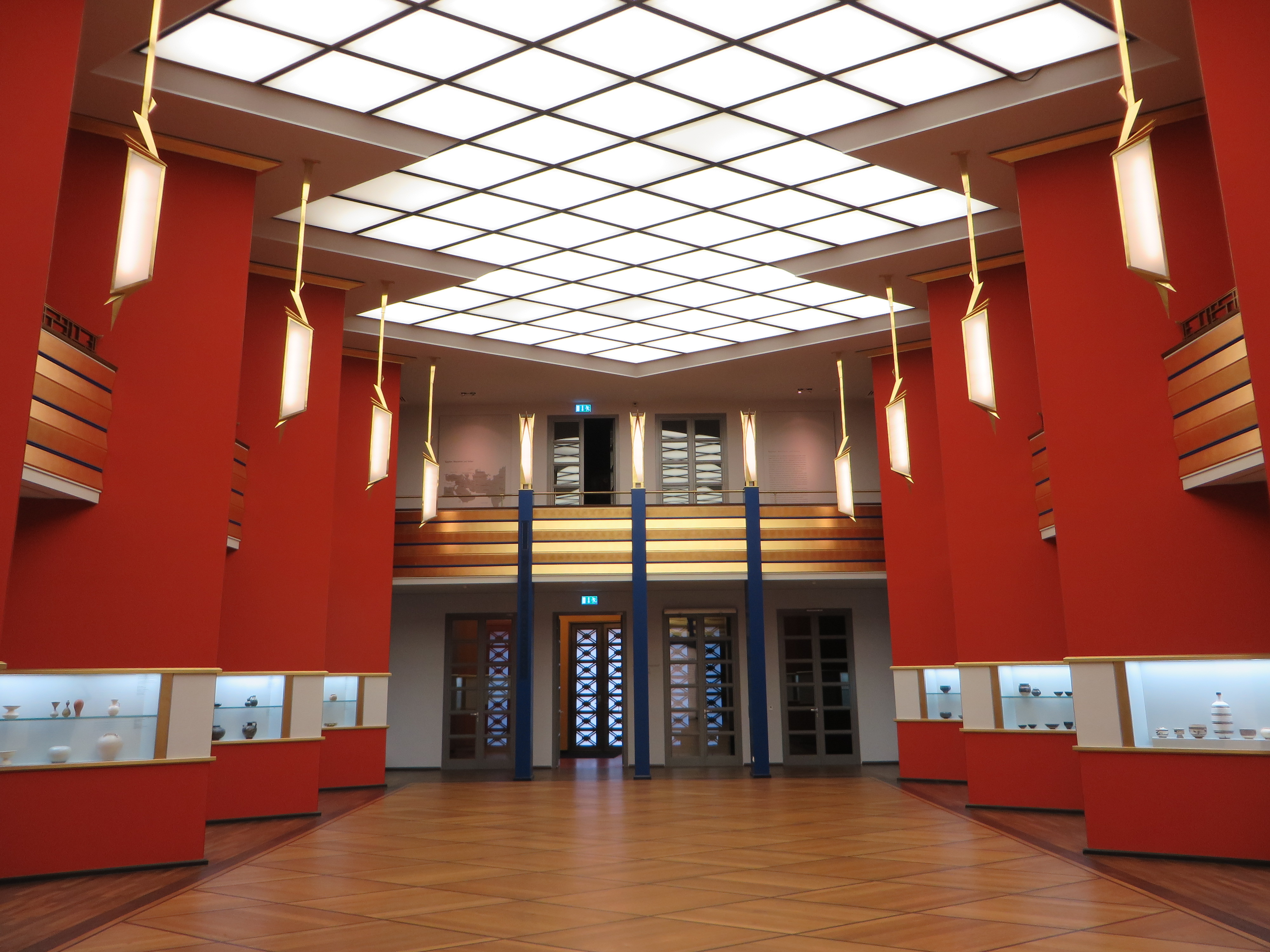
Art-déco-Pfeilerhalle im Neuen Grassimuseum

Seit 1926 befindet sich das Kunstgewerbemuseum im Neuen Grassimuseum am Johannisplatz. Hier nutzte es zunächst etwa 9.000 Quadratmeter.
Im Zweiten Weltkrieg wurde das Museumsgebäude stark beschädigt, die ausgelagerten Sammlungen blieben aber größtenteils erhalten. Im Jahr 1950 wurde das Kunstgewerbemuseum in Museum für Kunsthandwerk umbenannt. Es fanden mehrfach große Ausstellungen Kunsthandwerk im Grassimuseum statt. Von 1981 bis 1994 konnten wegen des schlechten Bauzustandes keine Dauerausstellungen mehr gezeigt werden. Von 2001 bis 2006 wurde das Museumsgebäude umfassend saniert. Im Jahr 2005 wurde das Museum für Kunsthandwerk in die heutige Bezeichnung umbenannt.
Nach seiner umfassenden Sanierung und Modernisierung eröffnete das Museum Ende 2007 mit einer neuen Ständigen Ausstellung. Von deren drei Bereichen ist „Antike bis Historismus“ seit Ende 2007 zu sehen, „Asiatische Kunst. Impulse für Europa“ seit Januar 2010, „Jugendstil bis Gegenwart“ seit Anfang März 2012. Daneben laden Sonderausstellungen und die jährlich Ende Oktober stattfindende Grassimesse zum Besuch ein.

## Ausstellungen (Auswahl)

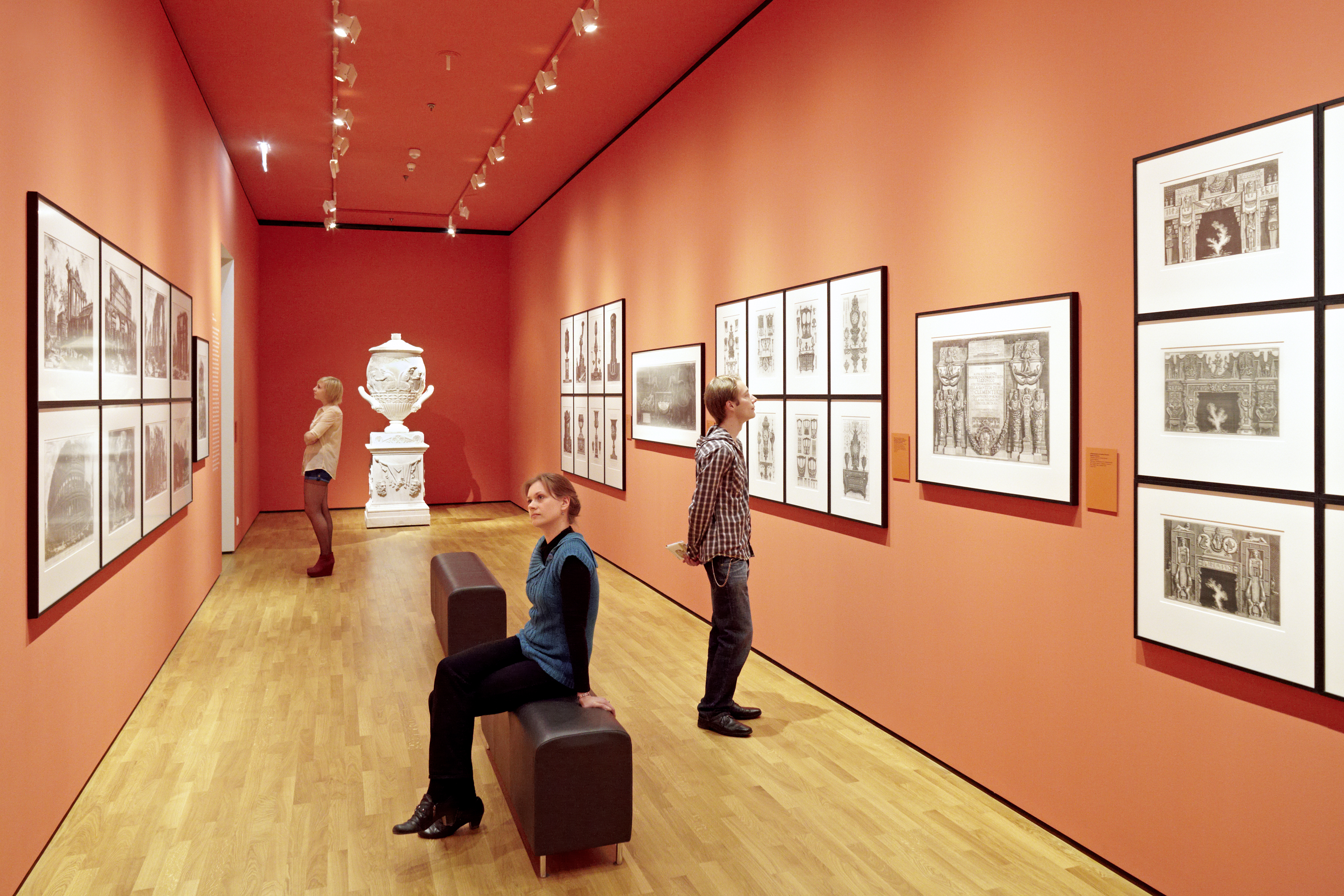
Piranesi-Kabinett in der Ständigen Ausstellung Antike bis Historismus

- 17. März 1994 bis 5. Juni 1994: Piranesi. Faszination und Ausstrahlung.
- 11. April bis 10. Oktober 1996: Sanfter Glanz und Patina. Kostbares aus Bronze, Messing und Kupfer.
- 19. November 1997 bis 13. April 1998: Gestalt und Geist des Buches. Das einbandkünstlerische Schaffen von Ingrid Schultheiß.
- 27. Juni bis 22. September 2002: Tapeten>>wechsel. Französische Raumgestaltung und Innendekoration von 1730 bis 1960.
- 24. November 2016 bis 1. Januar 2018: Gottes Werk und Wort vor Augen: Kunst im Kontext der Reformation.
- 2. Juni 2018 bis 7. Oktober 2018: Made in Denmark. Formgestaltung seit 1900.
- 21. November 2019 bis 29. März 2020: History in Fashion. 1500 Jahre Stickerei in Mode.

## Verzeichnisse und Kataloge
- Eduard von Ubisch: Kunstgewerbe-Museum zu Leipzig. Katalog der Ornamentstichsammlung. Seemann, Leipzig 1889. (Digitalisat)
- Otto Pelka: Katalog der Bibliothek des Städtischen Kunstgewerbe-Museums zu Leipzig. Mit einem Nachtrag; nebst Schlagwörterbuch. Selbstverlag des Kunstgewerbe-Museums, Leipzig 1908.
- Martin Eberle: Bestandskatalog der Sammlung unedler Metalle. Europäisches Kunsthandwerk aus Bronze, Messing, Kupfer und Eisen vom 12. bis zum 19. Jahrhundert. Museum für Kunsthandwerk, Grassimuseum Leipzig, 1996.
- Thomas Rudi: Europäische Fayencen 17.-18. Jahrhundert. Bestands- und Verlustkatalog GRASSI Museums für Angewandte Kunst Leipzig. Passage-Verlag, Leipzig 2017, ISBN 978-3-95415-067-0.
- Ute Camphausen und Olaf Thormann (Hg.): Grassi Museum für Angewandte Kunst, Leipzig. Ständige Ausstellung Antike bis Historismus. Passage-Verl. Leipzig 2007. 2., überarb. Aufl. 2009, ISBN 978-3-938543-42-9.
- Olaf Thormann (Hg.): Grassi Museum für Angewandte Kunst, Leipzig. Ständige Ausstellung Asiatische Kunst – Impulse für Europa. Passage-Verlag, Leipzig 2009, ISBN 978-3-938543-75-7.
- Olaf Thormann (Hg.): Grassi Museum für Angewandte Kunst, Leipzig. Ständige Ausstellung Jugendstil bis Gegenwart. Passage-Verlag, Leipzig 2012, ISBN 978-3-938543-88-7. 2., aktualisierte Auflage, redigiert von Miriam Heckhoff: Passage-Verlag, Leipzig 2020, ISBN 978-3-95415-103-5.